# Juana Márquez Pérez
Juana Márquez Pérez (Badajoz, 1964) es una arqueóloga española.
Estudió su licenciatura en la Universidad de Extremadura en 1987. Posteriormente realizó los cursos de doctorado en la Universidad Complutense de Madrid, donde obtuvo la suficiencia investigadora. Comenzó su participación en campañas arqueológicas en 1985, actividad que ha continuado a lo largo de su carrera. Trabajó en el yacimiento del foro romano de Tusculum (Italia).
Tras haber trabajado como arqueóloga en el Museo Arqueológico Provincial (Badajoz), se incorporó en 1990 al Consorcio de la "ciudad Histórico-artística y Arqueológica de Mérida", en donde ha sido responsable del Departamento de Documentación, del Área de depósito de material arqueológico del departamento de Arqueología, del Área de Museología del departamento de documentación y del Catálogo de piezas selectas de material arqueológico del departamento de Arqueología.
Participó en proyectos nacionales y regionales de I+D, presentando los resultados de su investigación en publicaciones y congresos nacionales e internacionales, en alguno de los cuales ha sido miembro de su comité organizador. Fue miembro del Consejo Editorial de la Revista Excavaciones Arqueológicas de Mérida. Sus líneas de investigación se centran fundamentalmente en los espacios funerarios del siglo I al XV en Mérida, legislación, evolución de los espacios, mentalidad, rito, documentación y antropología.